# Tueur du Zodiaque
Le Tueur du Zodiaque, est le pseudonyme d'un tueur en série non identifié à qui sont attribués de façon certaine, cinq meurtres, deux tentatives de meurtre et un enlèvement dans la Baie de San Francisco entre décembre 1968 et octobre 1969. Au-delà de ces faits vérifiés, il est soupçonné d'avoir commis de nombreux meurtres entre 1966 et 1978. L'affaire a été décrite comme « l'affaire de meurtre non résolue la plus célèbre de l'histoire américaine » et est devenue à la fois un élément incontournable de la culture populaire ayant inspiré de nombreux livres et films, et un centre d'intérêt pour les détectives amateurs.
Les attaques connues du Tueur du Zodiaque ont eu lieu à Benicia, Vallejo, dans le Comté non incorporé de Napa, ainsi que dans la ville et le comté de San Francisco. Il a attaqué trois jeunes couples et un chauffeur de taxi solitaire. Deux de ces victimes ont survécu. Le Tueur du Zodiaque s'est forgé un nom via une série de messages provocateurs qu'il envoyait aux journaux régionaux, dans lesquels il menaçait de tueries et d'attentats à la bombe s'ils n'étaient pas publiés. Il déclarait également qu'il collectait ses victimes comme esclaves pour l'Au-delà. Il a inclus quatre cryptogrammes ou codes dans sa correspondance : deux d'entre eux ont été décryptés en 1969 et 2020, et deux sont généralement considérées comme non résolues, bien que des théories aient émergées au cours des dernières années.
En 1974, le Zodiac aurait fait au total 37 victimes, d'après sa dernière lettre confirmée. Ce décompte incluait des victimes en Californie du Sud, comme Cheri Jo Bates, assassinée à Riverside en 1966. Malgré de nombreuses théories sur l'identité du Zodiac, le seul suspect jamais nommé par les autorités était Arthur Leigh Allen, ancien instituteur et délinquant sexuel condamné, décédé en 1992.
Le caractère inhabituel de l'affaire a suscité un intérêt international qui s'est maintenu au fil des ans. La Police de San Francisco a classé l'affaire « inactive » en 2004, mais l'a finalement réouverte en 2007. L'affaire est également toujours en cours au sein du Département de la Justice de Californie, au FBI, dans la ville de Vallejo, ainsi que dans les comtés de Napa et de Solano.

## Victimes

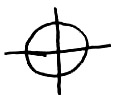
Symbole utilisé par le tueur du Zodiaque dans ses lettres.

Le nombre total des victimes du tueur du Zodiaque reste incertain. Il lui est attribué au moins cinq meurtres dans les villes de Benicia et Vallejo, au bord du lac Berryessa près de Napa et à San Francisco, entre décembre 1968 et octobre 1969. Dans le livre qu'il lui a consacré, Robert Graysmith établit une liste de 49 noms. Le tueur a revendiqué 37 victimes.
Ses victimes connues sont pour la plupart de jeunes couples qui se trouvaient dans leur voiture, arrêtée à la tombée de la nuit dans un endroit retiré (parking, bord d'un lac, etc.). Dans deux cas similaires, le tueur s'est approché soudainement et a ouvert le feu depuis l'extérieur de la voiture. Dans une autre affaire, il a ligoté les deux membres du couple et a discuté assez longuement avec eux avant de les poignarder ; la jeune fille est morte tandis que son ami a survécu et il a raconté la scène.
On soupçonne aussi le Zodiac du meurtre en pleine ville d'un chauffeur de taxi (il aurait très probablement été contrôlé par deux policiers quelques instants plus tard, mais la radio de la police ayant annoncé par erreur un suspect de couleur noire, il n'a pas été appréhendé) et de l'enlèvement d'une femme qui est parvenue à s'échapper, son bébé dans les bras, en sautant de la voiture en marche de son ravisseur.
Le modus operandi étant le même dans la plupart des cas, témoins, survivants et lettres du tueur du Zodiaque semblent indiquer que l'auteur de ces crimes serait une seule et même personne.

### Meurtres et agressions attribués au Zodiaque
- David Faraday, 17 ans, et Betty Lou Jensen, 16 ans, tués au pistolet le 20 décembre 1968 à Benicia.
- Michael Renault Mageau, 19 ans, et Darlene Elizabeth Ferrin, 22 ans, agressés au pistolet le 4 juillet 1969 à Vallejo. Darlene Ferrin a été déclarée morte à l'arrivée à l'hôpital, alors que Michael Mageau a survécu à ses blessures.
- Bryan Calvin Hartnell, 20 ans, et Cecelia Ann Shepard, 22 ans, attaqués au couteau le 27 septembre 1969 au bord du lac Berryessa. Cecelia Shepard est morte de ses blessures deux jours plus tard, alors que Bryan Hartnell a survécu.
- Paul Lee Stine, 29 ans, tué par balle le 11 octobre 1969, à San Francisco.

### Soupçons de meurtres et d'agressions
On soupçonne le Zodiac d'être l'auteur de nombreuses autres agressions :
- Robert Domingos, 18 ans, et Linda Edwards, 17 ans, tués par balle le 4 juillet 1963 à Lompoc.
- Cheri Jo Bates, 18 ans, poignardée à mort le 30 octobre 1966 à Riverside.
- Kathleen Johns, 22 ans, enlevée sur la route avec sa fille le 22 mars 1970 et qui réussit à s'échapper.
- Donna Lass, jeune infirmière disparue le jour du Labor Day 1970, selon la théorie du polytechnicien Fayçal Ziraoui[1].

## Détails de l'enquête
Le tueur adressait de nombreuses lettres à la presse, y compris quatre cryptogrammes, dont deux qui, fin 2020, n'ont pas été déchiffrés. Le premier le sera le 8 août 1969 par le professeur Donald Harden et sa femme, Bettye. Les lettres sont signées d'un symbole ressemblant à une croix celtique, à la mire de visée d'un fusil de précision ou bien, au logo de l'entreprise Zodiac qui commercialise des montres. Ce mystérieux symbole se trouve également gravé avec la pointe d'un couteau sur une portière de la voiture d'une des victimes.
En 1978, une seizième et dernière lettre fut envoyée à la police rappelant que le tueur était toujours en liberté et que jamais il ne serait arrêté. L'auteur de la lettre précisait aussi qu'il souhaitait qu'un film sur sa vie soit réalisé. En 1971, « Scorpion », le tueur en série du premier film de la saga Inspecteur Harry, était déjà inspiré du Zodiaque.
L'inspecteur Kelly Caroll, qui a repris l'enquête avec son équipe en 2000, a fait savoir que des preuves complémentaires récemment découvertes pourraient révéler le profil génétique complet du véritable tueur. Une comparaison, effectuée en 2002, de l'ADN prélevé sur des enveloppes envoyées par le tueur, semble innocenter le principal suspect, Arthur Leigh Allen, parce que la comparaison ne permettait pas de conclure que l'ADN prélevé est celui du tueur.
On dénombre 2 500 suspects interrogés au cours des décennies. En avril 2004, la police de San Francisco décide de clore l'affaire, bien que l'identité du tueur demeure inconnue et qu'il n'existe pas de loi de prescription pour le meurtre. L'affaire reste ouverte dans le comté de Napa et à Vallejo.
Parmi les principaux suspects figurent Arthur Leigh Allen (1933-1992), possesseur et porteur d'une coûteuse montre de plongée Zodiac « Sea Wolf », que l'écrivain Robert Graysmith présume être le tueur du Zodiaque, et Theodore John Kaczynski, surnommé « Unabomber », qui à l'époque des meurtres résidait à Berkeley.
Les noms de Bruce Davis, Andy Walker, Lawrence Kane, Michael O'Hare, Rick Marshall et Gary Francis Poste — qui ressemble beaucoup au portrait-robot du tueur — apparaissent aussi dans la liste des suspects.[réf. nécessaire]
En 2008, l'enquête est relancée. Un nouveau suspect, nommé Jack Tarrance (décédé en 2006), est dénoncé par son gendre, Dennis Kaufman, à la suite de la découverte d'éléments à charge.
En 2009, Deborah Perez prétend que son beau-père Guy Ward Hendrickson, décédé en 1983, était le tueur du Zodiaque,. Cependant, comme elle avait déjà prétendu être la fille illégitime de John F. Kennedy, son témoignage n'est pas pris au sérieux.
En 2014, Gary L. Stewart publie le livre The Most Dangerous Animal of All, dans lequel il affirme que son père biologique, Earl Van Best, Jr., est le tueur du Zodiaque.
À ce jour, la police n'a toujours pas résolu les affaires criminelles liées, ou présumées liées, au tueur surnommé le Zodiac. Le Zodiac, quant à lui, n'a plus donné signe de vie mais reste considéré comme l'un des tueurs les plus énigmatiques.

## Chronologie

### Les crimes du lac Hermann

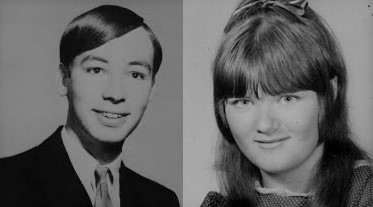
David Arthur Faraday et Betty Lou Jensen.

Le premier double crime attribué de façon certaine au Zodiac eut lieu le 20 décembre 1968 sur la route reliant Benicia et Vallejo. Après avoir affirmé aux parents de la jeune fille qu'ils se rendaient à un concert de Noël, David Faraday et Betty Lou Jensen se sont rendus dans un coin isolé bien connu des amoureux de la région, à proximité du lac Hermann. À 23 h 30, ils sont assassinés avec un pistolet.

### Le meurtre de Vallejo
Le 4 juillet 1969, Darlene Elizabeth Ferrin et Michael Renault Mageau sont attaqués avec un pistolet sur le parking du golf de Blue Rock Springs. Darlene Ferrin décéda lors de son transport à l'hôpital alors que Michael Mageau survécut. D'après son témoignage, une voiture se gara tous feux éteints avant de repartir à grande vitesse vers Vallejo. Environ cinq minutes plus tard, la voiture était de retour et stationna derrière eux, les illuminant de ses phares. Un homme sortit et marcha vers eux en les éblouissant avec une lampe. Michael Mageau pensa avoir affaire à un policier et se mit à chercher sa carte d'identité. L'homme tira alors cinq balles sur ses deux victimes avant de rejoindre sa voiture. Entendant Michael Mageau gémir, il revint sur ses pas et tira deux nouvelles balles sur chacune de ses victimes.
Michael Mageau réchappa de cette violence et, bien des années plus tard, le 16 août 1991, à Ontario (Californie), George Bawart de la police de Vallejo lui montra une série de photos de suspects dans l'affaire du Zodiac. Michael Mageau identifia formellement Arthur Leigh Allen comme son agresseur. La police voulut une confrontation entre Michael Mageau et Arthur Leigh Allen, mais Allen décéda avant qu'elle ait pu avoir lieu. Robert Graysmith ne reçut plus aucun appel anonyme après le décès d'Arthur Leigh Allen, qui reste à ce jour le principal suspect.

### Le meurtre du lac Berryessa

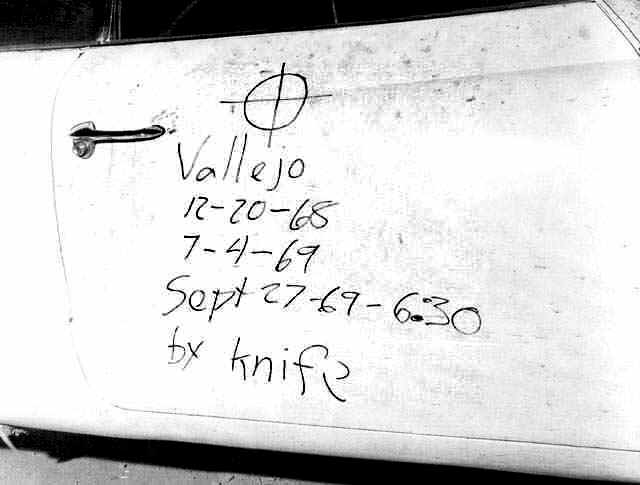
Inscriptions gravées sur une des portes de la voiture de Bryan Hartnell le 27 septembre 1969.

L'agression suivante eut lieu le 27 septembre 1969 sur les bords du lac Berryessa. Cecilia Ann Shepard et Bryan Calvin Hartnell sont poignardés à de multiples reprises. Cecilia Shepard succomba deux jours plus tard alors que Bryan Hartnell survécut. D'après le témoignage de Hartnell, un homme portant une cagoule et le symbole de la mire caractéristique du Zodiac sur ses vêtements s'est approché d'eux. Les menaçant d'un pistolet, il leur a demandé de l'argent et les clés de leur voiture pour partir au Mexique. Il a ensuite demandé à Cecilia Shepard d'attacher Bryan Hartnell, et une fois que ce fut fait, il attacha la jeune femme, et resserra les liens de son compagnon. Il aurait alors déclaré qu'il allait les poignarder, ce qu'il fit à huit reprises pour Bryan Hartnell et à dix reprises pour Cecilia Shepard. Il se dirigea ensuite vers la voiture de Bryan Hartnell sur laquelle il grava le symbole de la mire et les dates de ses agressions.

### Le meurtre du chauffeur de taxi

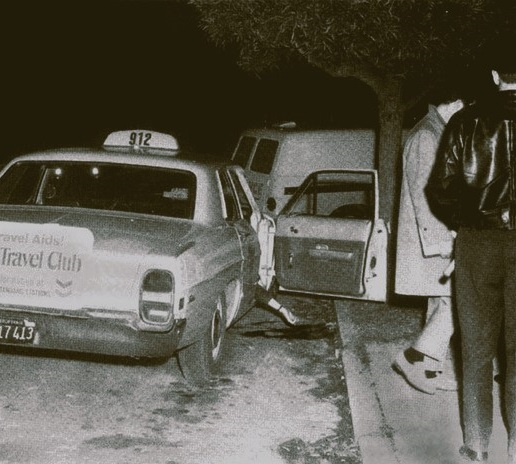
Scène de crime dans la rue Washington, 11 octobre 1969.

Le 11 octobre 1969 à San Francisco, le chauffeur de taxi Paul Stine chargea un client à l'angle des rues Mason et Geary à destination du coin des rues Washington et Maple. Le taxi fut retrouvé à un pâté de maisons de sa destination, à l'angle des rues de Washington et Cherry, le chauffeur tué d'une balle dans la tête. Avant de partir, l'assassin prit les clés de voiture, le portefeuille et un morceau de chemise ensanglanté de sa victime. Trois adolescents aperçurent le tueur et appelèrent la police, qui diffusa par erreur le signalement d'un homme noir, ce qui explique que l'assassin, probablement contrôlé brièvement par deux policiers, n'ait pas été arrêté. Le témoignage des adolescents permit d'établir un portrait robot.

### L'enlèvement de Modesto
Le 22 mars 1970, Kathleen Johns roulait avec son bébé, Jennifer, sur l'autoroute 132 à l'ouest de Modesto. Un conducteur se mit alors à klaxonner et à lui faire des appels de phare puis remonta à sa hauteur pour lui dire qu'une de ses roues était en train de vaciller. Elle se gara et l'homme se proposa de resserrer la roue. En fait il détacha la roue, si bien que lorsque Kathleen Johns voulut repartir la roue lâcha. L'homme lui proposa alors de l'amener à une station-service, ce qu'elle accepta. La première station qu'ils rencontrèrent étant fermée, ils poursuivirent leur route. À la station suivante, l'homme ne s'arrêta pas. Il donna comme explication à Kathleen Johns que ce n'était pas la bonne station. Effrayée, elle profita d'un arrêt à un stop pour s'enfuir dans les champs. Après l'avoir cherchée pendant environ cinq minutes, l'homme repartit. Arrivée au poste de police de Patterson, Kathleen Johns identifia son ravisseur comme étant le Zodiac à partir du portrait robot affiché dans le poste. La police retrouva sa voiture, mais brûlée, probablement par l'agresseur.

## Les lettres du Zodiac
Le 1er août 1969, des lettres du Zodiac sont reçues par trois journaux californiens : le Vallejo Times-Herald, le San Francisco Chronicle et le San Francisco Examiner. Ces lettres revendiquent les meurtres de Benicia et de Vallejo et contiennent chacune le tiers d'un cryptogramme de 408 symboles qui, selon le tueur, permettrait de dévoiler son nom. Le Zodiac exige la publication de sa lettre et de son code en première page du journal, menaçant, à défaut, de se livrer à douze meurtres le week-end suivant. Finalement, le San Francisco Examiner publie la lettre à la page quatre.
Le 7 août 1969, le San Francisco Examiner reçoit une nouvelle lettre dans laquelle le tueur se désigne pour la première fois sous le nom de « Zodiac ». Il fournit par ailleurs des détails sur les meurtres de David Faraday, Betty Lou Jensen et Darlene Elizabeth Ferrin.
Le 14 octobre 1969, le San Francisco Chronicle reçoit une lettre contenant, comme preuve du meurtre, un morceau de la chemise de Paul Lee Stine. Le Zodiac menace alors de s'en prendre à des autobus scolaires (annonce qui inspira notamment le scénario du film L'Inspecteur Harry).

### Cryptogrammes déchiffrés

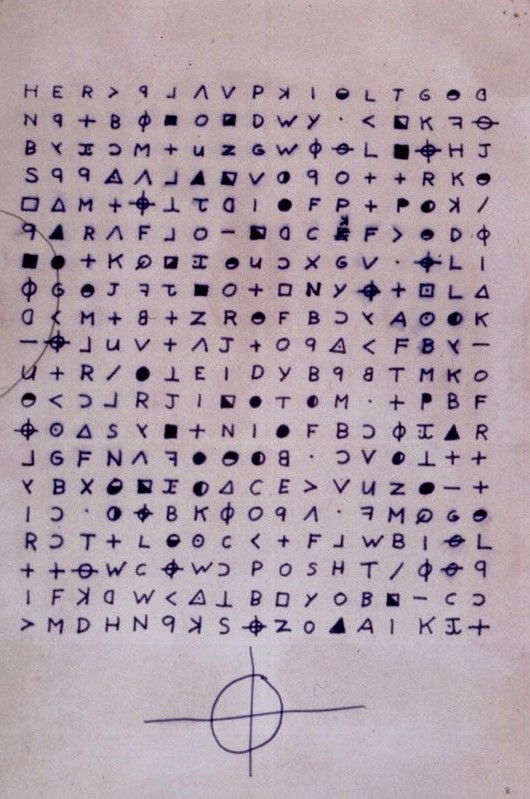
Z340, lettre-cryptogramme du tueur du Zodiaque envoyée au San Francisco Chronicle en novembre 1969.

Les lettres envoyées à la presse par le Zodiac comprennent quatre cryptogrammes, désignés par les sigles Z408, Z340, Z13 et Z32 en référence au nombre de caractères dans chaque message.
Le premier, reçu en juillet 1969 par le San Francisco Chronicle, le San Francisco Examiner et le Vallejo Times-Herald, est désigné par le sigle Z408 ou « 408 cipher ». Il est composé d'exactement 408 caractères et a été déchiffré par un instituteur de Salinas et son épouse. Deux autres messages codés, le Z13 (20 avril 1970), qui semble contenir le nom du tueur, et le Z32 (juin 1970), n'ont toujours pas été élucidés fin 2020. Le quatrième message, le Z340, ou « Cipher 340 », a été reçu en novembre 1969 par le San Francisco Chronicle. Début décembre 2020, après une année de travail, une équipe formée de David Oranchak, informaticien américain qui tente de percer les codes du Zodiac depuis plus de quatorze ans, Sam Blake, mathématicien australien, et Jarl Van Eycke, programmeur amateur belge, a publié une version en clair du code composé de 340 caractères. Le résultat a été validé par le FBI, qui poursuit l'enquête,.
Le 17 février 2021, le polytechnicien franco-marocain Fayçal Ziraoui affirme avoir réussi la cryptanalyse des deux derniers messages chiffrés du Zodiaque (Z13 et Z32) en se basant sur les travaux de l'équipe de David Oranchak, publiés en décembre 2020, et en reconnaissant une variante du chiffre de Delastelle. Il a transmis le résultat de ses recherches au FBI et à la police de San Francisco. Selon Ziraoui, le message Z13, réputé contenir le nom du tueur, désignerait Lawrence Kane, l'un des suspects connus de l'affaire,. Le principal suspect du SFPD, Arthur Allen, peut également être codé à partir de Z13 sous une forme abrégée (« Arthur Le Allen »).

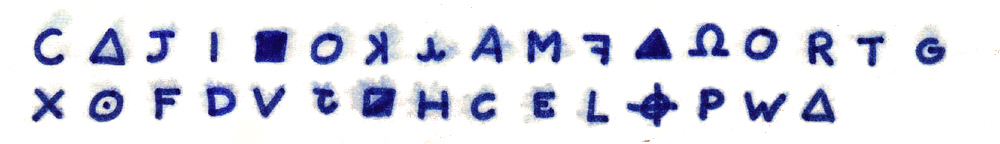
Z32, cryptogramme de juin 1970.

## Théories
Les crimes du tueur du Zodiaque ont été qualifiés de meurtres rituels par Gareth Penn (en), destinés à accomplir un rituel occulte par les emplacements des meurtres. Dans son livre Times 17, Gareth Penn, accuse Michael O'Hara, professeur à l'université de Berkeley, d'être le tueur du Zodiaque,.

## Culture populaire

### Bandes dessinées
- Zodiac killer : 37 victimes... le meurtrier court toujours / scénario Fabrice David ; illustrations Fino, Popescu, Maurissette et Rodier. Toulon : Soleil, coll. Serial Killer, série Dossier tueurs en série n° 1, 2007, 48 p.  (ISBN 978-2-84946-776-3)
- Serial killer : l'intégrale. Toulon : Soleil, 2009, 224 p.  (ISBN 978-2-302-00818-2)

### À l'écran
Le tueur du Zodiaque a inspiré de nombreux personnages de tueurs en série au cinéma et à la télévision.

#### Films
- 1971 : The Zodiac Killer, réalisé par Tom Hanson.
- 1971 : L'Inspecteur Harry (titre original Dirty Harry), film américain réalisé par Don Siegel. Un tueur en série nommé Scorpion communique par cryptogrammes.
- 1990 : L'Exorciste, la suite, réalisé par William Peter Blatty. Le démon qui possède le père Karras serait en fait l'âme du tueur en série le « Gémeau » inspiré du Zodiaque.
- 2005 : Zodiac Killer, film allemand réalisé par Ulli Lommel, avec Todd Jensen, Vladimir Maksic.
- 2006 : The Zodiac, film américain réalisé par Alex Bulkley, avec Justin Chambers, Robin Tunney, Rory Culkin, William Mapother.
- 2007 : Zodiac, film américain réalisé par David Fincher avec les acteurs Jake Gyllenhaal, Mark Ruffalo ainsi que Robert Downey Junior. Le film fait également référence à l’inspecteur Harry et à Scorpion.
- 2008 : Pogo et ses amis, court métrage d'animation québécois réalisé par François Guay. Zodiac Killer est l'ami de Pogo.
- 2012 : Sept psychopathes (titre original Seven Psychopaths), film britannico-américain de Martin McDonagh. Le tueur du Zodiaque apparaît dans le film.
- 2017 : Awakening The Zodiac : Origine, film canadien réalisé par Jonathan Wright, avec Shane West, Leslie Bibb, Matt Craven.
- 2022 : The Batman, film américain réalisé par Matt Reeves, avec Robert Pattinson, Zoë Kravitz, Paul Dano. Le version du Riddler présente dans le film s'inspire du tueur du Zodiaque, de par son costume, son symbole et ses messages cryptiques notamment.

#### Séries télévisées
- American Horror Story (saison 5, épisode 4, diffusée en 2015-2016) : le tueur du Zodiaque apparaît durant la Nuit du Diable.
- American Horror Story (saison 7, épisode 7, diffusée en 2017) : le tueur du Zodiaque serait un personnage inventé, dont les actions seraient dictées par Valerie Solanas, militante féministe radicale.
- Esprits criminels, le tueur George Foyet s'est inspiré du tueur du Zodiaque. Par ailleurs, dans l'épisode 11 de la saison 7, l'équipe enquête sur des crimes pouvant être ceux du tueur du Zodiaque.
- MacGyver (2016) (saison 1, épisode 15) : des crimes reprenant le même mode opératoire que le tueur du Zodiaque sont à la base de l'intrigue.
- Mindhunter, les origines des profilers et l'apparition du tueur du Zodiaque.
- Zodiaque (mini-série) (2004) : le tueur est surnommé « le Zodiaque » à la suite de meurtre représentés par les signes du Zodiaque.
- Le Maître du Zodiaque (2006), suite de la série Zodiaque, où un autre tueur reprend le travail du Zodiaque.
- Riverdale saison 2, épisode 2 (2017-2018) : à la fin de l'épisode, deux jeunes amoureux se font tirer dessus au pistolet dans une voiture dans un coin retiré dans les bois, mais ils survivent miraculeusement. Cette attaque est inspirée du mode opératoire typique du tueur du Zodiaque.

### Musique
- Le groupe musical The Zodiac Killers, de style néo-punk-rock, composé de quatre musiciens dirigés par Jill Haley, s'inspire du tueur en série (en)[16].
- Le groupe de death rock américain Christian Death a sorti en 2000 l'album Born Again Anti Christian dont un morceau est intitulé Zodiac, en référence au tueur.
- Le groupe de power metal américain Kamelot a sorti une courte piste intitulée Dear Editor sur son album Poetry For The Poisoned, sorti en 2010, dans laquelle une voix est prêtée au Zodiac en lecture d'une de ses lettres envoyées à la presse.
- Le groupe Wednesday 13 a sorti en 2019 une chanson intitulée Zodiac dans son album Necrophaze.

### Jeux vidéo
- Heavy Rain, « Le Tueur aux origamis » laisse des indices à ses victimes et nargue la police.
- Watch Dogs 2, contient une mission appelée Le Tueur du Zodiaque. Le héros Marcus Holloway doit résoudre des énigmes pour l'arrêter.

### Documentaires
- The Hunt for the Zodiac Killer (mini-série documentaire ; 2017), deux agents décident de rouvrir l'enquête et de décrypter les messages du tueur pour découvrir son identité.
- Zodiac : l’obsession (2025), mini-série documentaire en 4 épisodes diffusée sur Canal+, principalement centrée sur les détectives et cryptographes amateurs tentant de découvrir l'identité du tueur.

### Émissions radiophoniques
- Fabrice Drouelle, « Le tueur du Zodiac », émission de 54 min [], sur France Inter, Affaires sensibles, 13 avril 2021 (consulté le 29 avril 2022)
- « 50 ans après, un polytechnicien pense avoir identifié le tueur du Zodiac », émission de 10 min [], sur France Inter, Secrets d'info, 16 avril 2022 (consulté le 29 avril 2022)